# Peggy Kirk Bell
Peggy Kirk Bell, właśc. Margaret Ann Kirk Bell (ur. 28 października 1921 w Findlay, zm. 23 listopada 2016) – amerykańska golfistka, instruktorka golfa.

## Życiorys
Kształciła się w Sargent College w Bostonie, następnie w Rollins College w Winter Park, uzyskując dyplom z wychowania fizycznego. Wszechstronnie utalentowana sportowo, w wieku 17 lat zajęła się golfem. W latach 40. startowała w rozgrywkach amatorek, sięgając m.in. trzykrotnie po wygraną w Ohio Amateurs. Zdobyła również jeden tytuł wielkoszlemowy – w 1949 triumfowała w Titleholders Championship. W 1950 wystąpiła w reprezentacji USA w Pucharze Curtis. Kontynuowała następnie występy w gronie golfistek zawodowych, zrzeszonych w nowej organizacji Ladies Professional Golf Association (LPGA).
W 1953 wyszła za mąż za Warrena Bella (zm. 1984), koszykarza zawodowego, potem biznesmena. Małżonkowie zostali wkrótce współwłaścicielami klubu golfowego Pine Needles Lodge & Golf Club w Pinehurst, w którym Peggy Bell była instruktorką. Po śmierci męża przejęła prowadzenie klubu, który był gospodarzem turnieju U.S. Women’s Open w 1996, 2001 i 2007.
Peggy Kirk Bell była autorką lub współautorką książek instruktażowych o golfie oraz autobiografii: Golf Magazine's Winning Pointers form the Pros (z Gene’em Sarazenem), A Woman's Way to Better Golf, The Gift of Golf. My Life with a Wonderful Game (z Lee Pace).
W 1990 została uhonorowana najwyższym wyróżnieniem United States Golf Association – nagrodą Boba Jonesa. Jej nazwisko wpisano do Hall of Fame sportu stanu Karolina Północna oraz Hall of Fame trenerów golfa (2002, jako pierwsza kobieta).